# 森田美勇人
森田 美勇人（もりた みゅうと、1995年10月31日 - ）は、日本の俳優、モデル、ダンサー、元ジャニーズJr.。ボーイズグループ「7ORDER」の元ベーシストであり、アパレルブランド「FLATLAND」の主催でもある。東京都杉並区方南出身。

## 来歴
2005年6月12日にジャニーズ事務所に入所し、ジャニーズJr.内ユニットであるHip Hop Jump、JR.AやTravis Japanのメンバーとして活動。2016年、安井謙太郎、真田佑馬、萩谷慧悟らとともに、ユニット・Love-tuneのメンバーに選ばれる。その後、Travis Japanと兼任してユニット活動を行っていたが、2017年9月の舞台『JOHNNYS' YOU&ME IsLAND』ではLove-tuneとしてのみ出演した。
2017年2月、自身の価値観の幅や世界を広げるためにロサンゼルスに1か月間ダンス留学する。
同年7月10日、日之出出版のファッション雑誌「FINEBOYS」のレギュラーモデルに抜擢される。
2018年11月30日、有料公式サイト「ジャニーズジュニア情報局」にて、同年12月31日付でジャニーズ事務所を退所することが発表される。
2019年3月31日、東京ドームシティプリズムホールで行われたイベント『真田佑馬と阿部顕嵐のつなげるつなげるつなげる』に出演し、安井を除く元Love-tuneのメンバーと共に公の場に姿を見せる。
同年5月22日、『7ORDER project』が始動。3月のイベントに登場した6人に安井が合流し、7人での活動を再開。
同年11月22日、山本耀司が手掛けるブランド「Ground Y」の渋谷PARCO店のオープニングキービジュアルに、メンバーの長妻怜央と共に抜擢される。
2020年1月、RADICAL PARTY -7ORDER-で舞台初主演を果たす。
2021年4月17日、メンバーの長妻怜央と作成した動画『集団行動 「徒歩できた」ヤンキー編』を7ORDER公式TikTokに投稿したところ、250万回の再生を記録し、英語、アラビア語、韓国語などでコメントを貰うなど、世界的にバズる。
同年11月14日、自身がディレクターを務めるアパレルブランド「FLATLAND」が始動。
同年12月22日、森田美勇人公式twitterを開設。「＃森田美勇人がＴｗｉｔｔｅｒ始めたっぽい」がトレンド入りした。
2022年3月、山本耀司のブランドである「Ground Y」とのコラボレーション企画「Ground Y × Myuto Morita Collection ＜Roots＞」が始動。
同年5月14日、Quick Japan webにおいて連載「QJWebカメラ部」の土曜担当に選ばれる。
同年5月26日、森田美勇人公式YouTubeを開設。
2023年6月14日、同日をもって7ORDERを脱退することを報告した。以後は自身の表現活動を追求しつつ、障がい者支援などの社会活動に取り組む意向を示している。

## 人物
7ORDERでのメンバーカラーは黄色。リーダーの安井謙太郎は、森田に対して「音楽、ファッション、ダンス、様々なジャンルに造詣が深く、それらを線で捉え森田美勇人というカラーを乗せることができる」人物だと評している。非常にビビりなため、7ORDERのYouTubeでは「目隠しバンジー」など、ドッキリを仕掛けられることも多い。また小学生の頃はプロ野球選手を夢見てプレイする野球少年だった。当時のポジションはショート。

### 音楽
7ORDERではベースを担当している。得意なテクニックは指弾き。自分に合ったベースを探すためにメンバーの真田佑馬と楽器屋を回ったこともあった。歌唱時はキマグレンのISEKIの歌い方を参考にしている。

### ダンス
7ORDERでは振り付けを担当している。ダンスをやっていた姉の影響もあり、小学6年生の時にダンスを始めた。当時はマイケルジャクソンにハマっていて、「Beat It」の真似をよくしていた。尊敬するダンサーには、YOSHIEを挙げている。得意なジャンルはジャズ。20歳の時、ダンスを基礎から学びなおすため、LAとパリに留学した。ダンスが好きすぎるあまり、メンバーの阿部顕嵐と長妻怜央とビックカメラに買い物行った際は、店内BGMに合わせて3人で踊り続けるという遊びを1階から6階まで続けてしまった。

### ファッション
7ORDERでは衣装を担当している。母親の影響もあり、小学生の頃から古着屋に通っていた。中学生の頃は原宿の「ベルベルジン」や高円寺の「サファリ」といった古着屋によく通っており、ユーズド感の強い服を買ってきては母親に怒られていた。好きなブランドには「SAINT MICHAEL」や「READYMADE」を挙げている。

### バラエティ
7ORDERメンバーの諸星翔希と「バラエティブラザーズ」というコンビを組んでいて、7ORDERのバラエティ企画で体を張っている。またこの2人に長妻怜央を加えた「バラエティトリオ」というものもある。

## FLATLAND
FLATLAND（フラットランド）は森田美勇人がディレクターを務めるアパレルブランド。コンセプトは『「フラットな世界」で愛せるように』。

### コレクション
- LETTER POSTER（2021年11月）[10]
- Natural cotton T-shirt（2022年5月）[41]
- Freestyle design shirt（2022年7月）[42]

## 出演
グループでの出演はHip Hop JUMP、JR.A、Travis Japan#出演、7ORDER#出演を参照。個人での出演のみ記載。

### テレビドラマ
- DRAMATIC-J バースデイ 第2話（2008年7月、関西テレビ）藤間幸平 役[43]
- BAD BOYS J（2013年4月 - 6月、日本テレビ）高間数俊 役[44]
- 49（2013年10月5日 - 12月29日、日本テレビ）持田純 役[45]
- 魔法★男子チェリーズ（2014年6月21日 - 9月27日、テレビ東京）道明寺隆史 役[46]
- お兄ちゃん、ガチャ 第7話（2015年2月22日、日本テレビ） - ロード 役[47]

### 映画
- 劇場版BAD BOYS J（2013年11月9日）高井数俊 役
- ニート・ニート・ニート（2018年11月23日公開） - キノブー 役[48]

### バラエティ
- ガムシャラ!（2014年4月12日[49] - 、テレビ朝日）
- イケダンMAX（2019年4月18日 - 2020年3月26日、TOKYO MX）[50]
- PIZZA WAVE’S VIDEO（2021年4月 - 10月、シアターコンプレックス）[51]
- 真田・森田のローカルデリバリー（2021年9月19日 - 2022年3月20日 、スペースシャワーTVプラス）[52]

### CM
- AOKI「フレッシャーズ応援フェア」（2013年）[53]

### ショートドラマ
- UVERworld『30』TYPE-B収録ショートドラマ「シャガガ」（2021年）[54]

### ラジオ
- 真田・森田のPIZZA WAVE（2021年4月1日 - 10月28日、InterFM897）[55]

### 舞台
- 少年たち 格子無き牢獄（2011年9月5日 - 29日、日生劇場）[56]
- ジャニーズ銀座
  - Live House ジャニーズ銀座〔ジャニーズJr.〈Part2〉〕（2013年5月17日 - 19日、シアタークリエ）[57]
  - ジャニーズ銀座 2014〔Sexy Champ〕（2014年5月16日 - 18日・26日・27日、シアタークリエ）[58][59]
- ANOTHER（2013年9月4日 - 28日、日生劇場）[60][61]
- なにわ侍 ハローTOKYO!!（2014年2月5日 - 2月28日、日生劇場）[62]
- RADICAL PARTY -7ORDER-（2020年1月15日 - 19日、TBS赤坂ACTシアター） - 主演・ミュート 役[63]

### コンサート
- ガムシャラJ's Party!! Vol.9（2015年3月30日 - 4月2日、EXシアター六本木）[64]
- ガムシャラ! サマーステーション〔チーム我〕（2015年7月23日・24日・28日・8月8日・9日・11日・13日・14日、EXシアター六本木）[65]

### 雑誌
- 日之出出版『FINEBOYS』（2017年8月号[18] - 2018年5月号） - レギュラーモデル[66]

### web連載
- ナタリー「7ORDER真田佑馬＆森田美勇人が日本に笑顔を届けるための記録 ～PIZZA WAVE'S NOTE～」（2021年4月16日 - 10月29日） [51]
- Quick Japan web「QJWebカメラ部」（2022年5月14日 - ） - 土曜日担当[27]

### モデル
- Ground Y
  - 渋谷PARCO「Ground Y」オープニングキービジュアル（2019年11月22日）[21]
  - Ground Y 4th ANNIVERSARY CAPSULE COLLABORATION 7th「Art drawing by 森田 美勇人」（2021年6月）[67]
  - Ground Y × Myuto Morita Collection ＜Roots＞（2022年3月）[26]
- 「nestwell」 2021 S/S（2021年3月）[68]
- 三井物産アイ・ファッション「WA.CLOTH(R) ESSENTIAL」（2021年7月 - ）[33]
- ラブ・ライナー HOLIDAY COLLECTION（2021年11月）[69]
- JUNRED
  - 「re_k by JUNRED」 2022 SSコレクション（2022年2月）[70]
  - 「SOMEWHERE NICE MARKET with JUNRed」 （2022年6月）[71]
- 「NANGA」 ABSTRACT CAMO（2022年7月）[72]
- 「TIME SECRET」 MY SECRET TIME（2022年11月）[73]